# Tsuga sieboldii
Tsuga sieboldii är en tallväxtart som beskrevs av Élie Abel Carrière. Tsuga sieboldii ingår i hemlocksläktet som ingår i familjen tallväxter. Inga underarter finns listade i Catalogue of Life.
Arten förekommer i södra Japan på öarna Yakushima, Kyushu, Shikoku och södra Honshu. Den hittas även på ön Ulleungdo som tillhör Sydkorea. Trädet växer i kulliga områden och i låga bergstrakter mellan 400 och 1500 meter över havet. Vädret i regionen kännetecknas av måttlig till mycket regn med en årsnederbörd mellan 1 000 och 2 000 mm samt av ganska varma vintrar.
Tsuga sieboldii bildar sällan trädgrupper där inga andra träd ingår. Den är vanligare i barrskogar tillsammans med momigran, Pseudotsuga japonica, japansk ädelcypress, kryptomeria, japansk tall, Pinus parviflora och solfjädertall. I blandskogar kan även lövträd som Stewartia monadelpha, Distylium racemosum och Trochodendron aralioides ingå.
På grund av intensivt skogsbruk minskade beståndet i norra delen av utbredningsområdet tydligt. Tsuga sieboldii är även känslig för hjortdjur som äter unga skott. Artens trä används bland annat för husbyggen, för snickeriarbeten och för möbler. Trädet är vanlig som prydnadsväxt i japanska trädgårdar och parker. IUCN uppskattar att populationen minskade med 20 till 30 procent under de gångna 100 åren (räknad från 2013) och listar arten som nära hotad (NT).

## Bildgalleri

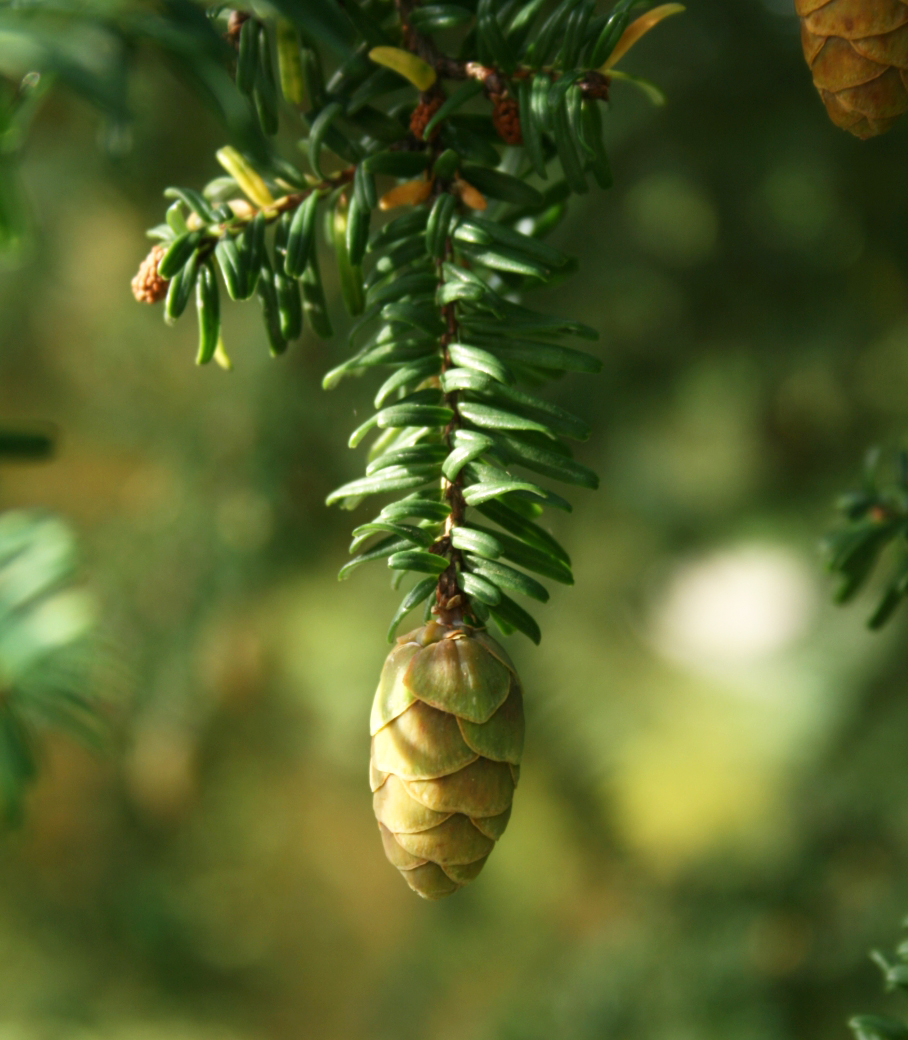
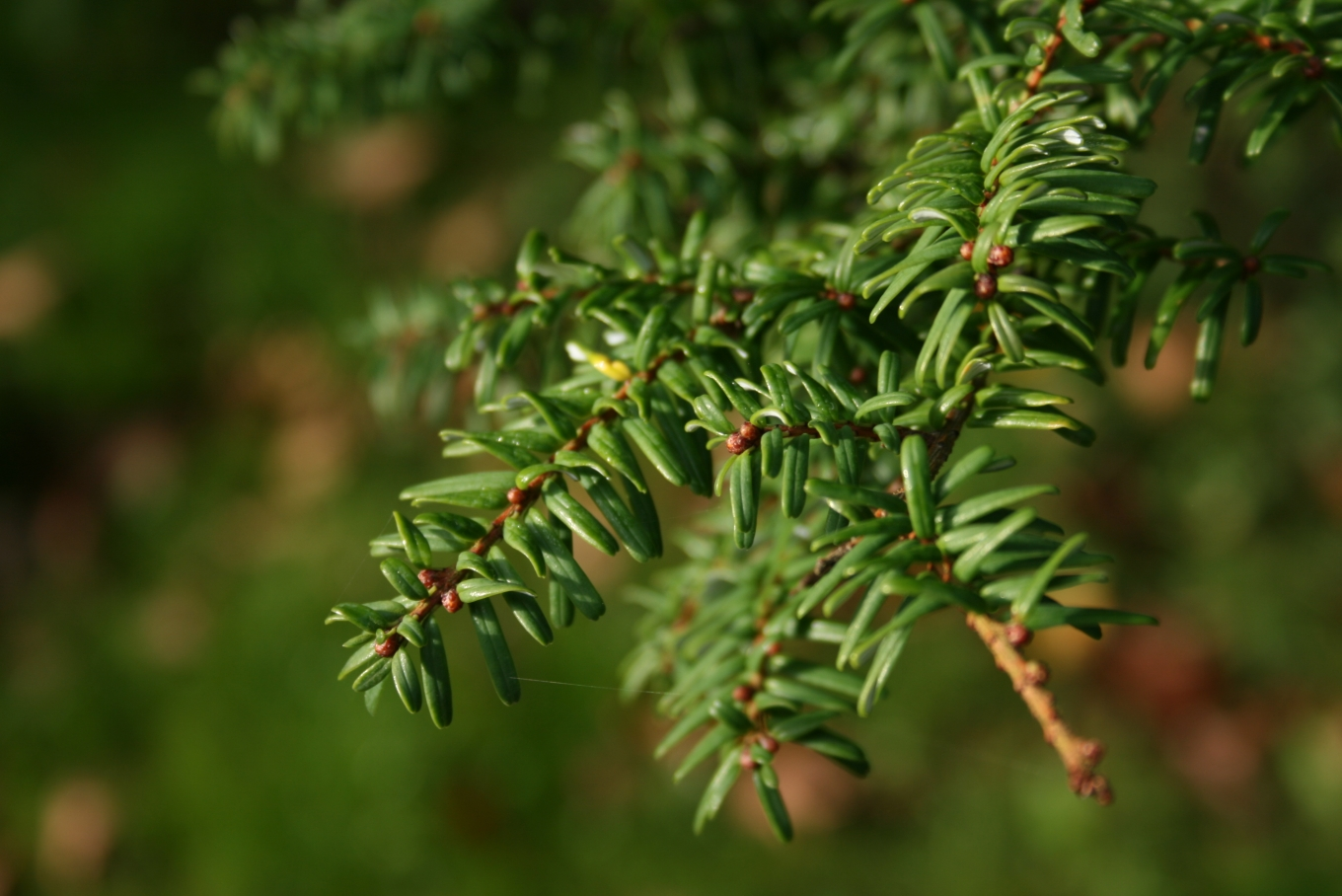
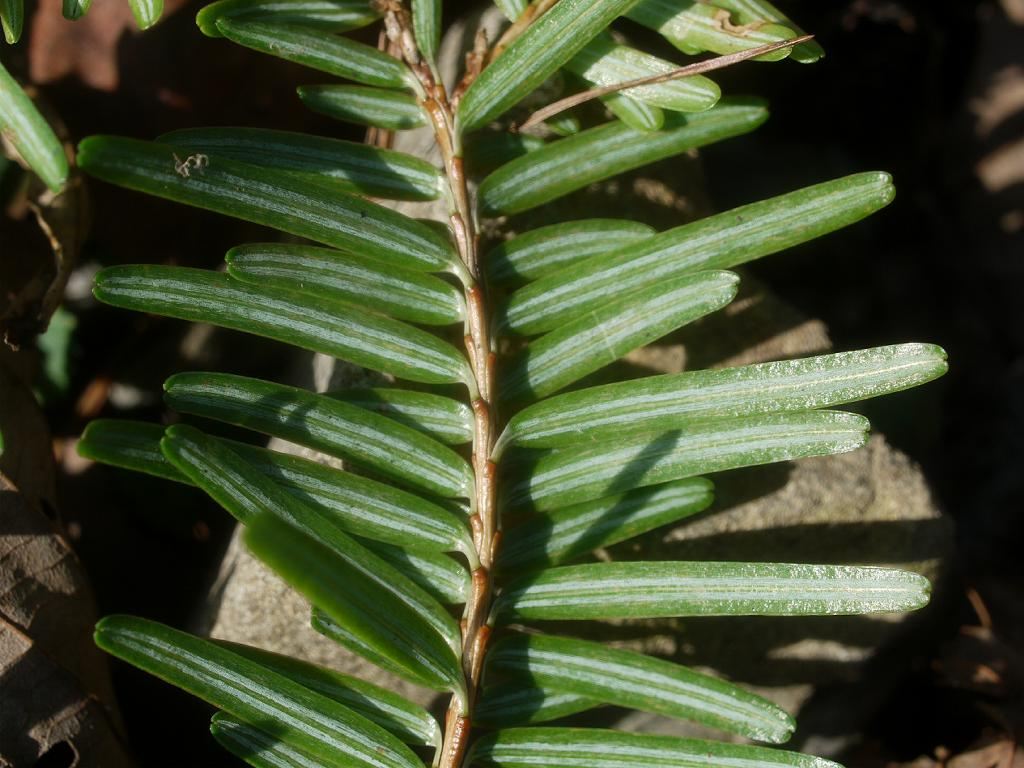
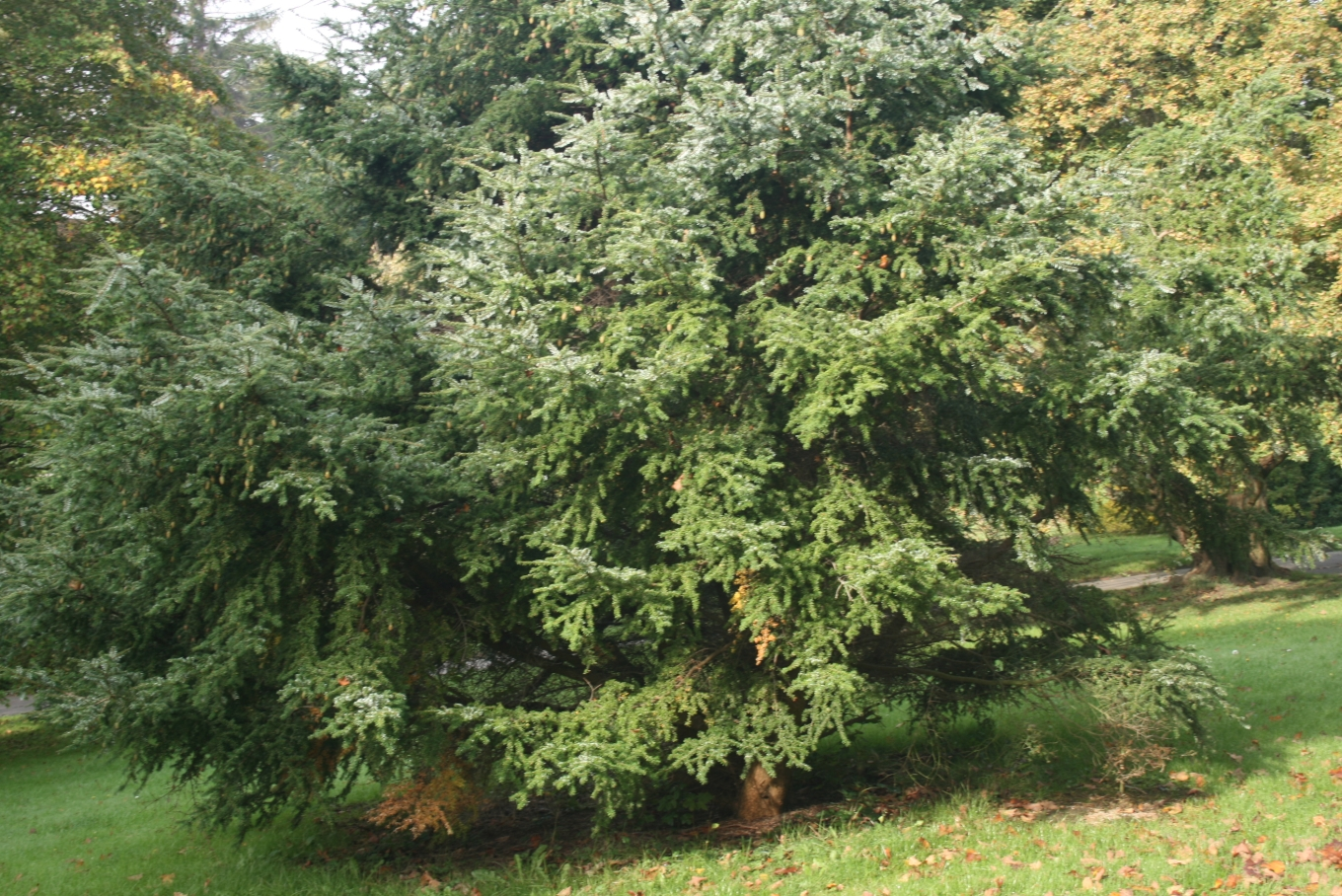
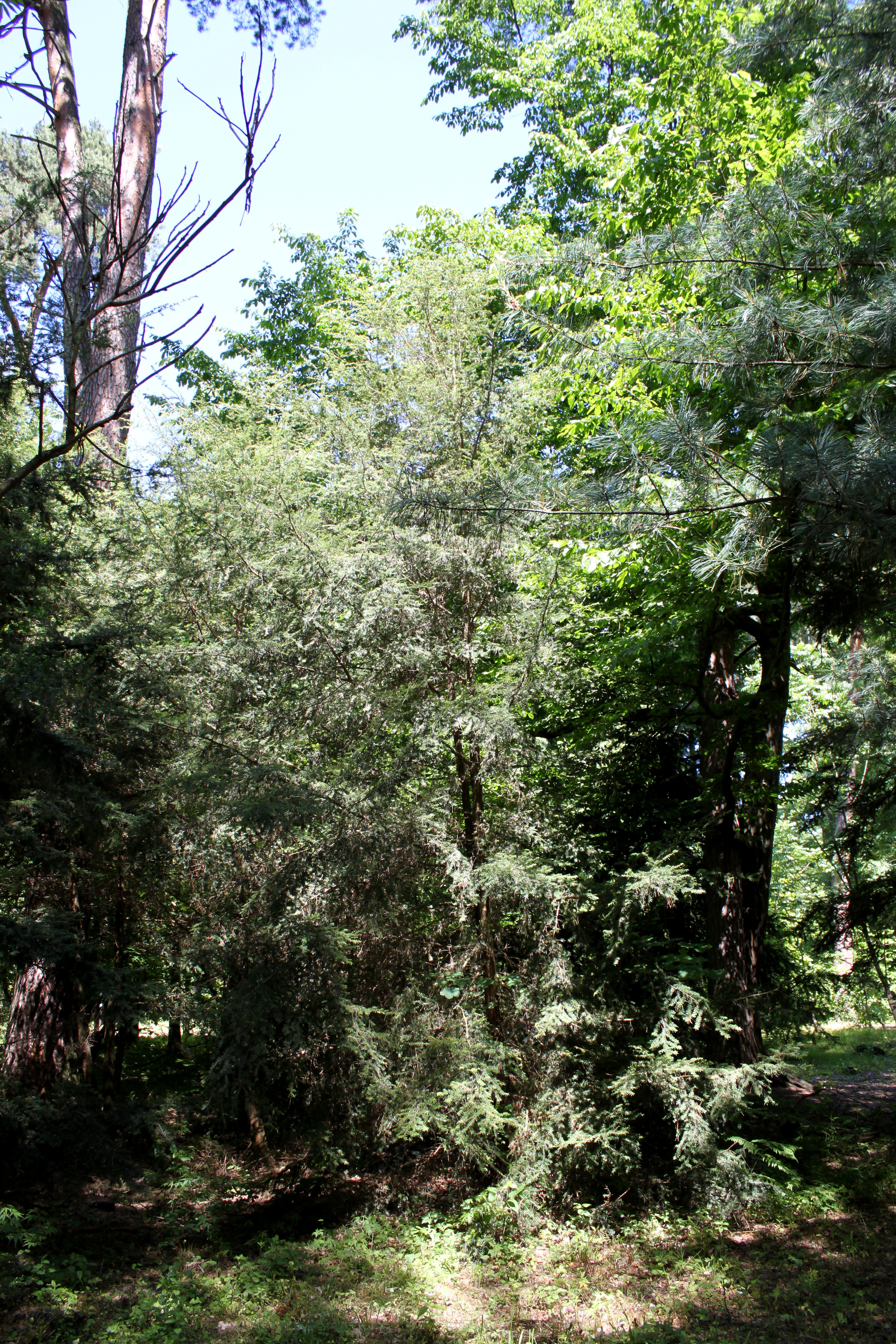
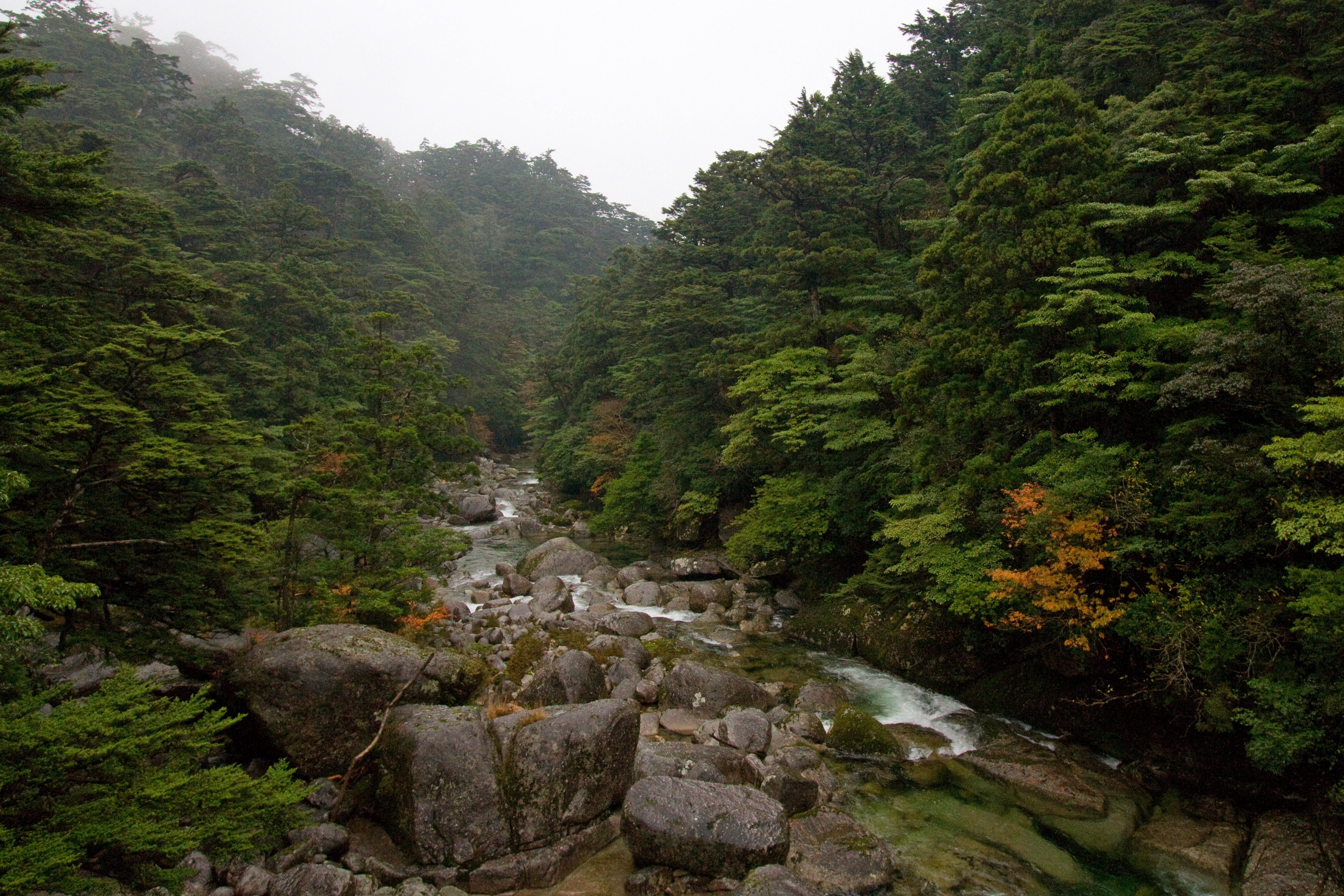